# Силвестър Лешочки
Силвестър Лешочки е духовник, игумен на Лешочкия манастир в Тетовско в средата на XIX век.

## Биография
Роден е в 1812 година в тетовското село Варвара със светското име Серафим. Ученик е на Кирил Пейчинович в Лешочкия манастир, където се и замонашва. Наследява отец Кирил като игумен. Игуменства от 1845 до 1860 година. Умира на 26 май 1882 година. При управлението му в 1850 и в 1856 година са построени два конака и други манастирски сгради.